# Антон Амайзер
Антон Амайзер (нім. Anton Ameiser; 1 серпня 1907, Мюнхен — 20 лютого 1976, Мюнхен) — німецький офіцер, оберштурмбаннфюрер СС. Кавалер Лицарського хреста Залізного хреста.

## Біографія
10 березня 1933 року вступив у СС (посвідчення № 156 587), 1 квітня — в НСДАП (№ 1 663 557). У березні 1942 року — 1-й офіцер штабу кавалерійської бригади СС. Служив в 22-й добровольчій кавалерійській дивізії СС «Марія Терезія», де до 1944 року став командиром 52-го кавалерійського полку СС. У вересні-жовтні 1944 і лютому-березні 1945 року очолював бойову групу «Амайзер», на чолі якої відзначився в Угорщині. З березня 1945 року командував 94-м кавалерійським полком СС в складі 37-ї добровольчої кавалерійської дивізії СС «Лютцов».

## Звання
- Анвертер СС (10 березня 1933)
- Манн СС (7 березня 1934)
- Штурмманн СС (20 квітня 1934)
- Роттенфюрер СС (1 липня 1934)
- Унтершарфюрер СС (30 серпня 1934)
- Шарфюрер СС (1 квітня 1935)
- Обершарфюрер СС (9 листопада 1935)
- Унтерштурмфюрер СС (13 вересня 1936)
- Унтерштурмфюрер резерву військ СС (1 серпня 1940)
- Оберштурмфюрер резерву військ СС (15 липня 1941)
- Гауптштурмфюрер резерву військ СС (16 березня 1942)
- Штурмбаннфюрер резерву військ СС (4 жовтня 1944)
- Оберштурмбаннфюрер резерву військ СС

## Нагороди
- Цивільний знак СС (№ 69 922)
- Йольський свічник (грудень 1936)
- Німецький кінний знак в сріблі
- Спортивний знак СА в бронзі
- Залізний хрест 2-го і 1-го класу
- Нагрудний знак «За участь у загальних штурмових атаках»
- Медаль «За зимову кампанію на Сході 1941/42»
- Нагрудний знак «За поранення» в золоті — всього отримав 7 поранень.
- Лицарський хрест Залізного хреста (1 листопада 1944) — за заслуги під час оборони Будапешта.